# Pastillocenicus
Pastillocenicus – wymarły rodzaj chrząszczy z rodziny Cybocephalidae. Obejmuje trzy opisane gatunki. Wszystkie żyły w dolnym eocenie na terenach współczesnej Francji. 

## Taksonomia
Rodzaj i wszystkie jego gatunki opisali po raz pierwszy Aleksandr Kirejczuk i André Nel w 2008 roku na łamach Annales de la Société Entomologique de France. Opisu dokonano na podstawie inkluzji okazów w bursztynie z Oise, odnalezionym we francuskiej gminie Le Quesnoy. Inkluzje zdeponowane zostały w Muzeum Historii Naturalnej w Paryżu z wyjątkiem jednego z paratypów P. longifrons, który zdeponowano w Instytucie Zoologii Rosyjskiej Akademii Nauk w Petersburgu. Skamieniałości datowane są na wczesny eocen.
Nazwa rodzajowa to połączenie nazwy rodzajowej Pastillodes z często stosowanym w przypadku eoceńskich inkluzji sufiksem cenicus.
Do rodzaju tego należą trzy opisane gatunki:
- Pastillocenicus grandiclavis Kirejtshuk et Nel, 2008 – gatunek typowy
- Pastillocenicus longifrons Kirejtshuk et Nel, 2008
- Pastillocenicus polyaki Kirejtshuk et Nel, 2008

## Morfologia
Chrząszcze te miały owalne, silnie wypukłe grzbietowo i lekko wypukłe brzusznie ciało o długości od 0,7 do 1 mm, szerokości od 0,4 do 0,7 mm i wysokości od 0,3 do 0,4 mm. Ubarwienie ich było kasztanowe do czarniawego z czułkami i odnóżami brązowymi lub ciemnobrązowymi. Oskórek był delikatnie punktowany. Wierzch ciała porastało bardzo delikatne, a spód delikatne i gęste owłosienie. Głowa była prawie trójkątna w zarysie, miała bardzo krótkie i szerokie czoło, odsłoniętą i jednopłatową wargę górną, dwuzębne i odsłonięte wierzchołki żuwaczek, dość szeroki i krótki ostatni człon głaszczków wargowych oraz prawie walcowaty lub nieco ku szczytowi zwężony ostatni człon głaszczków szczękowych. Oczy złożone były stosunkowo duże i zachodziły na spód głowy. Bródka miała kształt poprzeczny i niemal prostokątny. Jedenastoczłonowe czułki wyróżniała na tle podrodziny bardzo mocno wydłużona buławka, obejmująca prawie cztery człony. Duże, półkoliste w zarysie przedplecze było równomiernie wypukłe, najszersze u podstawy i o wykrojonym przednim brzegu. Niemal trójkątna tarczka osiągała dość duże wymiary. Pokrywy były trochę krótsze niż ich wspólna szerokość i miały łukowate boki. Bardzo krótkie przedpiersie wypuszczało wąski wyrostek międzybiodrowy. Rozstaw panewek kolejnych par bioder zwiększał się ku tyłowi. Śródpiersie (mezowentryt) było wykrojone. Zapiersie (metawentryt) było krótkie jak na przedstawiciela rodziny. Nie występowały linie submetakoksalne. Odnóża przedniej pary wyróżniały się na tle rodziny silnie rozszerzonymi krawędziami wewnętrznymi goleni. Szeregi grubych i dość długich szczecin rozmieszczone były wzdłuż tylnych krawędzi: przedostatniego widocznego sternitu odwłoka (wentrytu), hypopygidium i pygidium.

## Paleoekologia
Owady te zasiedlały lasy Basenu Paryskiego. Żywica, w której zostały zatopione, wytworzona została przez drzewa okrytonasienne z rodziny brezylkowatych. Choć w lasach tych dominował Aulacoxylon sparnacense, to badanie mikroskopowe wskazuje jako źródło żywicy drzewa z rodzaju Daniellia, zaś molekularna analiza chemiczna – przedstawicieli rodzaju Hymenaea. W skład bogatej fauny tych lasów wchodziły prakopytne, nieparzystokopytne, niewielkie naczelne z rodzaju Teilhardina oraz ponad 300 opisanych dotąd gatunków stawonogów. Z tej samej lokalizacji co Pastillocenicus pochodzą skamieniałości m.in. pająków z rodzajów: Cenotextricella, Quamtana i Selenops, ważek z grupy Eurypalpida, pluskwiaków z rodzajów: Clodionus, Eopiesma, Isaraselis, Lukotekia, Mnaomaia, Oisedicus, Ordralfabetix i Stalisyne, wciornastków  z rodzaju Uzelothrips, psotników z rodzajów Amphientomum, Archipsocus, Embidopsocus, Eoempheria, Eolachesilla, Eomanicapsocus, Eoprotroctopsocus, Eorhyopsocus, Psyllipsocus, Tapinella, Thylacella, termitów z rodzajów Electrotermes i Mastotermes, modliszek z rodzin Chaeteessidae i Mantoididae, skorków z rodzaju Chelisoficula, prostoskrzydłych z rodzaju Guntheridactylus, straszyków z rodzaju Gallophasma, chrząszczy z rodzajów: Bertinotus, Boleopsis, Colotes, Corticaria, Cupes, Cyphon, Eopeplus, Micromalthus, Nephus, Oisegenius, Oisenodes, Palaeoestes, Palaeotanaos Rhyzobius, Scirtes, Smicrips, wielkoskrzydłych z rodzaju Eosialis, sieciarek z rodzajów: Coniopteryx, Oisea, Paleosisyra i Parasemidalis, błonkówek z rodzajów: Eopison, Paleoscleroderma, Pison, Platythyrea, Pristocera oraz muchówek z rodzajów: Ablabesmyia, Brundiniella, Chaetocladius, Chasmatonotoides, Coelotanypus, Corynoneura, Electroxylomyia, Endochironomus, Eoatrichops, Lappodiamesa, Lestremia, Microphorites, Megacentron, Microtendipes, Monodiamesa, Neurolyga, Nilotanypus, Pagastia, Paratendipes, Palaeognoriste, Plecia, Ploegia, Proacoenonia, Procladius, Prolipiniella, Pseudochasmatonotus, Rheosmittia, Spinorthocladius i Tokunagaia.